# Hüttenkofen (Niederaichbach)
Hüttenkofen ist ein Gemeindeteil der Gemeinde Niederaichbach im niederbayerischen Landkreis Landshut. Bis zum 31. Dezember 1970 bildete es eine selbstständige Gemeinde.

## Lage
Das Kirchdorf Hüttenkofen liegt etwa zwei Kilometer östlich von Niederaichbach im Isar-Inn-Hügelland.

## Geschichte
Die erste Erwähnung Hüttenkofens ist eine Verfügung vom 8. Februar 821, in der es Abt Sigfrid von Engelbrechtsmünster als Erbe an das Benediktinerkloster St. Emmeram gibt. Nach einer zwischen 889 und 891 datierten Urkunde von Kloster St. Emmeram erhielt dieses von dem Edlen Peruuin Güter in Hittinchoba. Eine weitere urkundliche Erwähnung von 1339 bezeugt, dass der Pfarrer von Kirchberg mit dem Pfarrer von Hüttenkofen über die Pfarrzugehörigkeit von Wörth an der Isar stritt. Bis 1835 blieb Wörth eine Filiale der Pfarrei Hüttenkofen.
Hüttenkofen gehörte 1752 mit zehn Anwesen zur Obmannschaft Reichersdorf im Amt Adlkofen des Landgerichts Vilsbiburg. Die im 19. Jahrhundert gebildete Gemeinde umfasste neben dem Kirchdorf und Sitz der Gemeindeverwaltung Hüttenkofen auch das Kirchdorf Goldern (größter Ort), die Weiler Bergham, Bergsdorf, Lehen und Taschenmais sowie die Einöden Haag und Oberholz.
Sie wurde am 1. Januar 1971 im Zuge der Gebietsreform in Bayern in die Gemeinde Niederaichbach eingegliedert. Seit der Neustrukturierung der Seelsorgeeinheiten im Bistum Regensburg 2002/2003 wird Hüttenkofen nicht mehr als Pfarrei geführt und ist Teil der Pfarreiengemeinschaft Niederaichbach–Oberaichbach–Wörth an der Isar.

## Sehenswürdigkeiten
- Ehemalige Pfarrkirche St. Jakob. Die spätgotische Anlage von 1545 wurde 1720 ausgebaut.

## Vereine
- Pferdefreunde Hüttenkofen e.V. Der Verein wurde am 23. März 2001 gegründet. Sitz des Vereins ist die Double-E-Ranch in Hüttenkofen.